# Трансилванско плато
Трансилванското плато на румънски: Podişul Transilvaniei, на унгарски: Erdélyi-medence) е разположено в централната част на Румъния, в рамките на историческата област Трансилвания, между Източните Карпати на изток, Южните Карпати на юг и Западнорумънските планини на запад. На северозапад по долината на река Сомеш и на югозапад по долината на река Муреш се свързва със Среднодунавската низина, а на юг чрез пролома на река Олт – с Долнодунавската низина. Цялото плато заема междупланинска падина с надморска височина от 300 до 600 m (в периферните райони – до 900 m) и е изградено предимно от неогенски пясъчници и глини. Разработват се големи находища на природен газ (Сърмаш, Лудуш, Базна, Надеш, Ноул-Съсеск, Копша Мику и др.)., готварска сол (Деж и др.). Релефа на платото представлява съчетание от хълмисти възвишения (Тарнавелор, Секашелор) и куестови ридове, които на места са силно разчленени от оврази и долините на реките Сомеш, Муреш, Олт и техните многобройни притоци. В южната му част се намира депресията Сибиу. Големи участъци са заети от земеделски култури: пшеница, тютюн, захарно цвекло, картофи и др., а по силно разчленените му периферии се простират обширни райони със степи и лесостепи. Основните градове в региона са Клуж Напока, Брашов, Сибиу, Търгу Муреш, Сигишоара, Алба Юлия и др.